# Убей меня снова
«Убей меня снова» (иногда используется название «Убей меня ещё раз») — кинофильм Джона Даля по его же сценарию, вышедший на экраны в 1989 году. Получил гран-при Кинофестиваля детективного кино в Коньяке (Франция).

## Сюжет
Молодая красавица Фэй Форрестер помогает своему любовнику Винсу совершить дерзкое ограбление двух членов мафии, которые только что получили чемоданчик с огромной суммой денег в результате одной из своих тёмных сделок. Присвоив чемоданчик, парочка отправляется в автомобильное путешествие подальше от места происшествия. По дороге Фэй неожиданно заявляет Винсу, что хотела бы получить от него свою долю денег, расстаться с ним и начать новую, увлекательную жизнь в Лас-Вегасе. Ревнивый Винс с гневом реагирует на её слова и угрожает ей расправой в случае осуществления её желания. Это не останавливает наглую преступницу: воспользовавшись подходящим случаем, она бьёт Винса булыжником по голове, забирает чемоданчик с деньгами и уезжает прочь, оставив его лежать в луже крови в туалете одной из бензозаправочных станций.
Приехав в другой город, Фэй по объявлению в газете находит частного детектива Джека Андрюса — молодого, привлекательного парня, которого одолевают финансовые проблемы. Фэй объясняет ему, что её жизнь находится под угрозой из-за ревнивого мужа, и просит Джека организовать её фиктивное «убийство», пообещав Джеку щедрое финансовое вознаграждение. Джек, которому позарез нужны деньги, соглашается на её предложение. Инсценировав убийство, Фэй, с новым паспортом и чужим удостоверением о рождении, начинает новую жизнь под вымышленным именем. Однако алчная преступница беспечно «забывает» заплатить Джеку за его услуги. Она не подозревает, что его привлекают не только деньги, но и она сама.
Между тем Винс, придя в себя, начинает розыск своей сбежавшей любовницы. Увидев газетное объявление о её смерти (в котором упоминается и имя Джека), он сразу же догадывается, что это не более, чем каверзная интрига новоиспечённой парочки, и приступает к поискам наглецов, укравших у него «честно» награбленные деньги. Но теперь по следам Фэй Форрестер и Джека Андрюса идёт не только Винс, но и мафиози, а также полиция, которая подозревает Джека в «убийстве» Фэй. Начинается головокружительный калейдоскоп событий, который, в конце концов, заканчивается шокирующим по своей неожиданности финалом.